# Río Adytcha
El río Adytcha (en ruso: Адыча; en : yacuto Аадыча) es un río ruso que discurre por el este de Siberia, al noreste de la república de Sajá. Es el afluente principal del río Yana al que se une por la margen derecha.

## Geografía
El Adytcha tiene una longitud de 715 kilómetros (102.º más largo de Rusia). Su cuenca hidrográfica cubre 89 800 km² (área de tamaño comparable a la de Portugal, o tres veces la de Bélgica). Su caudal promedio en la desembocadura es de 513 m³/s. En este lugar, el Adytcha lleva significativamente más agua que el Yana.
El Adytcha nace en la vertiente occidental de las montañas Tcherski, en el noreste de la república de Sajá. Poco después del nacimiento, una vez en las estribaciones de las montañas, el río gira hacia el noroeste. Corre a lo largo de las montañas Tcherski desde el sureste hasta el noroeste, y recibe por derecha una serie de afluentes procedentes del deshielo de la nieve y los glaciares. El Adytcha se une al río Yana por su margen derecha, en la localidad de Khonou, a unos 100 km río abajo de la ciudad de Batagai.
En su cuenca, hay 19 000 ríos y no menos de 4600 lagos.

## El hielo
El río suele helarse a principios de octubre y permanece congelado hasta finales de mayo o principios de junio. Al igual que la mayoría de los ríos de Sajá, la cuenca hidrográfica del Adytcha descansa completamente sobre un espeso manto de suelo permanentemente congelado o permafrost con una profundidad de más de 300 metros.

## Principales afluentes
Los principales afluentes de Adytcha son aguas arriba y aguas abajo:
- el Nelguessé (margen izquierda)
- el Tcharky (margen derecha)
- el Boroulakh (margen izquierda)

## Hidrometría- Los caudales mensuales en Iourdouk-Koumakh
El caudal del Adytcha ha sido observado durante 63 años (de 1937 a 1999) en Iourdouk-Koumakh, pequeña localidad sita a 26 kilomètres de su punto de confluencia con ella Yana, a 108 metros de altitud.
El caudal interanual medio o módulo observado en Iourdouk-Koumakh durante este periodo fue de 513 m³/s para una superficie de 89 600 km² cercana a la totalidad de la cuenca de captación del río que tiene 89 800 km². El lámina de agua de esta cuenca hidrográfica asciende a 181 milímetros por año, lo que puede considerarse bastante alta, al menos en el contexto de la región del Lejano Norte de Yakut.
Río alimentado en parte por el deshielo de las nieves, pero también por el deshielo de los glaciares de los monts Cherski, y por algunas lluvias de verano, el Adytcha es un río de régimen nivo-glacial.
Las aguas altas se producen desde la primavera al principio del otoño, de final mayo a septiembre, con un pico muy claro en junio, lo que corresponde al deshielo de las nieves, sobre todo las de las cumbres de la cuenca. En julio, el caudal baja, y este declive sigue en agosto y en septiembre. En octubre y después en noviembre, el caudal se hunde rápidamente, lo que constituye el comienzo del periodo de las aguas bajas, el cual tiene lugar de finales de octubre a comienzos de mayo. Esta temporada baja corresponde a las severas heladas que se producen en Siberia, que son particularmente intensas en las montañas del norte de Yakutia.
El caudal medio mensual observado en marzo (mínimo de estiaje) es de 0,20 m³/s, mientras que el del mes de junio sube a 2083 m³/s, lo que subraya la amplitud extremada de la variación estacional. Sobre una observación de 63 años, el caudal mensual mínimo ha sido de 0,00 m³/s repetidamente entre enero y abril (parada de toda escorrentía), mientras que el caudal mensual máximo se ha elevado a 5570 m³/s en junio de 1996.
En cuanto al periodo estival, libre de heladas (de junio a septiembre inclusive), el caudal mensual mínimo observado ha sido de 202 m³/s  en septiembre de 1979, lo que es bastante.
Caudal mensual promedio (en m³/s)
 Estación hidrológica: Iourdouk-Koumakh
(calculado durante 63 años)